# 110フィルム

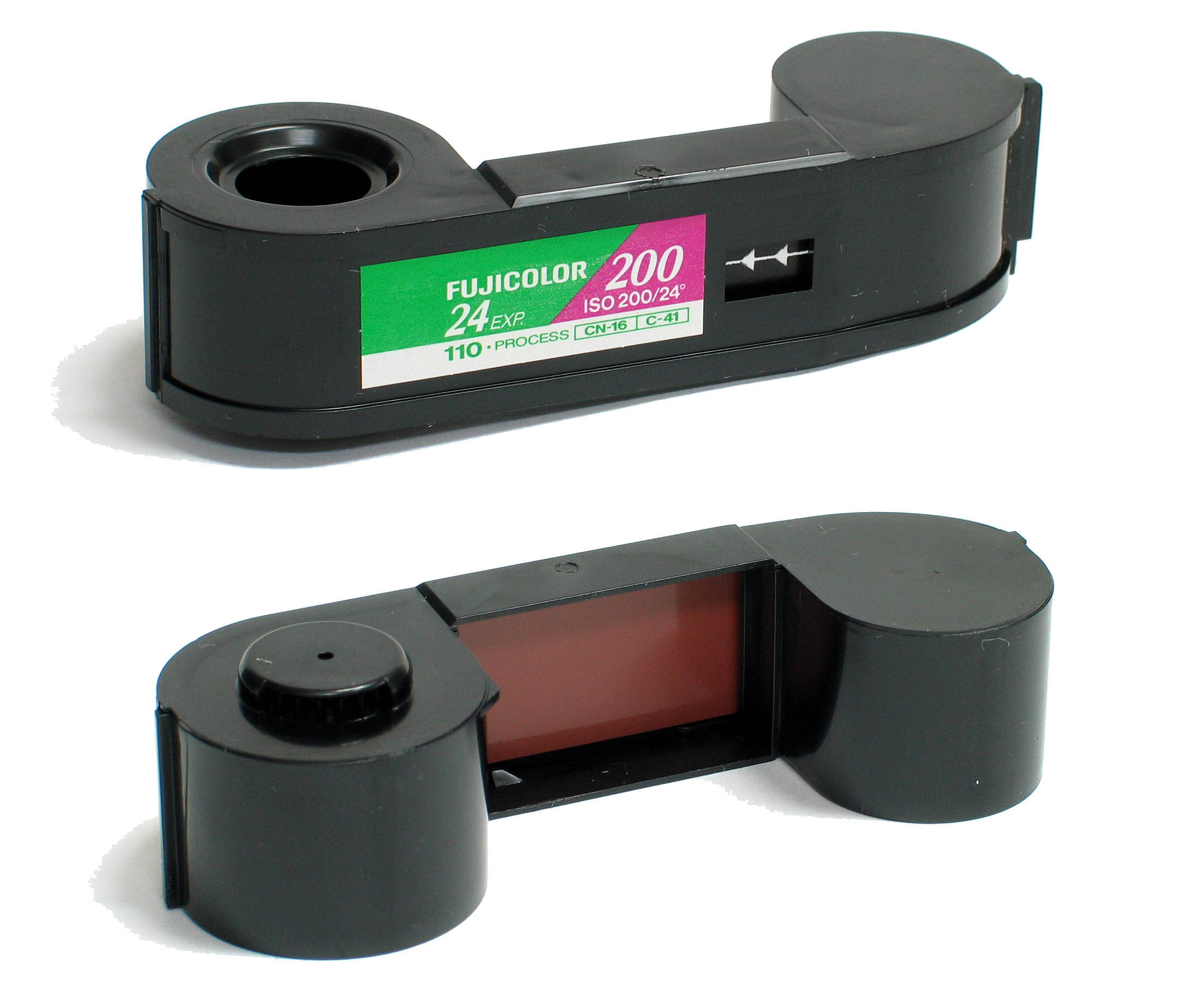
110フィルムのカートリッジ（裏面・表面）。フジカラー200の24枚撮（生産終了）。

110フィルム（ワンテンフィルム）は、スチル写真用のフィルムの規格である。カートリッジに16mm幅のフィルムが充填されており、画面サイズは13×17mmである。日本ではポケットフィルムなどとも呼ばれる。1972年（昭和47年）にコダックが導入した規格であり、先行する126フィルムより小さくなったほか、横長のフォーマットとなった。後のデジタルカメラの共通規格であるフォーサーズ・マイクロフォーサーズシステムのイメージセンサーサイズ（13mm×約17.3mm）とほぼ同一であった。
110フィルム用の写真機を110カメラ（ワンテンカメラ）、ポケットカメラなどと呼ぶ。⇒ #写真機

## 概要

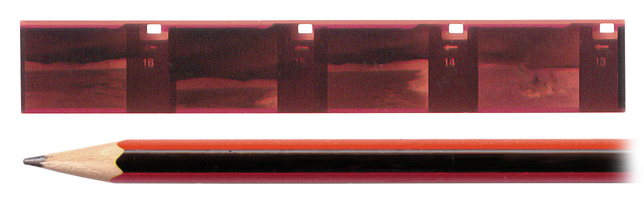
現像済みネガ。この写真にあるフィルムストリップのサイズは 111 × 16 mmである。

プラスチック製のカートリッジにフィルムが格納されている。フィルムには裏紙がついており、撮影枚数がフィルム後部の穴に表示される（裏紙があるので感光しない）。この穴の横には通常フィルムタイプ（メーカー・枚数・感度）が貼り付けられており、カメラにはこれらを外部から確認できるよう、窓が設けられてあって、カメラ側にカウンターを設ける必要がない。カートリッジ式のためカメラへの脱着も容易で、初心者でも簡単に扱える。
フィルム格納側と巻き取り側とにマガジンを備える、いわゆるダブルマガジン構造であり、フィルムは巻き戻す必要はなく、カートリッジごと現像業者に依頼する。現像済みの110フィルムはカートリッジを取り外され、フィルムストリップの状態で戻ってくる。フィルムには出荷時点でフレーム線とフレームナンバーが焼付けされた、現像をする業者にとってより簡単かつ能率的であることを意図した機能である。以上の特徴は、126フィルムのそれをほぼそのまま受け継いでいる。

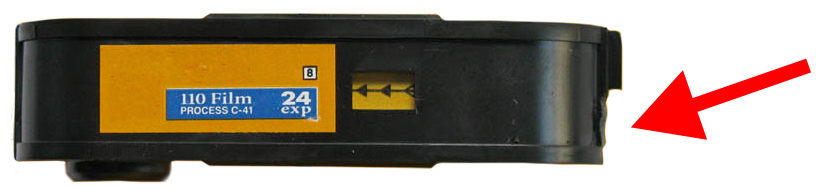
切り欠きのないISO400フィルムのカートリッジを、感度を自動検出するカメラで使用するため切り欠いた例。矢印の指している先の部分が切り欠かれている。

110フィルムのカートリッジには、一端にプラスティック製のタブがついている。このタブは感度検知用に利用されており、タブの下部が切り欠かれていれば高速度、切り欠きがなく長ければ低速度となっていて、一般に高感度側はISO400、低感度用はISO64 - 125用の設定に、カメラの側の感度が自動的に設定される。ただし、ISO400の110フィルムは110規格登場時には発表されていなかったので、初期のカメラにはこの設定機能がない。また、トイカメラに近い安価な製品にも装備されていないことがほとんどである。ただし、末期にコダックが製造したISO400のフィルムには、このタブの切り欠きがなく、適正スピードを感知させるためには、ユーザーがナイフ等で切り欠きを作らねばならなかった（右写真）。
画面サイズが小さいため、うまく引き伸ばしをすることが難しく、粒子が粗く、シャープさに欠けた仕上がり、とされている。カートリッジ自体がフィルムをフラットに保てず、高品質のネガを得られないものだという誤解につながっている。

## 略歴
110フィルムは1972年（昭和47年）に、対応カメラ（ポケットインスタマチックカメラ）とともにコダックが発表したものである。それ以前に発売されていた126フィルム（インスタマチック・画面サイズ26×26mm）の特徴を継承しつつ小型化等がはかられている。110フィルムとそれを使用するカメラ（ミノルタのポケットオートパック等）は、すぐに人気を勝ち取り、多くのメーカーの参入もあって、インスタマチックや、ミノルタ16シリーズなど従来市場にあった各社独自規格の小型カメラを代替した。
高級なカメラも登場したが、35mm判カメラの低価格化・小型化の進展により、次第に安価な機種のみの製造へとシフトした。1980年代半ばには、ほとんどの著名なカメラメーカーが製造を中止している。ただし、その後も輸入された簡単な構造のカメラが、雑貨として販売されていた。また、コダックは1982年（昭和57年）にディスクカメラを発表して、簡便なカメラの主軸をそちらへ移したが、21世紀にも110カメラの出荷を継続している模様である。。一方、継続して出荷されていた安価なカメラは、粒状感が目立つ110フィルムの特性も相まって、トイカメラとして支持を受けた。現在はロモグラフィーが110カメラシリーズとして『DIANA』と『FISHEYE』のミニタイプ(ベイビータイプ)を計6機種ラインナップしている。
新規製造販売されるカメラがなくなり、1990年代末期にコダックが、126フィルムやディスクフィルムの製造を中止した以降も、一部の根強い需要により110フィルムの供給が続いていた。しかし、アグファフォトは2008年（平成20年）12月、コダックは2009年（平成21年）3月に110フィルムの製造販売を終了した。最後に残った富士フイルムの製品も、同年9月に生産を終了。イタリアのフェッラーニアも同年に生産終了したとされており、概ね2010年（平成22年）の時点でネガカラーフィルムは全て生産終了し、店頭販売もほぼ行われていない状況となった。
2010年（平成22年）にアドックスが、翌年中盤から発売するモノクロフィルム「アドックスパン400」において110フィルムも併せて発売されると発表したが、その後問題が発生し、発売時期が未定となった。
2012年（平成24年）、ロモグラフィーがモノクロフィルムLomography B&W Orca 100 ISO 110、カラーフィルムLomography Color Tiger 200 ISO 110、レッドスケールフィルムLomography Lobster Redscale 110、クロスプロセス(クロス現像)フィルムLomography Peacock 200 ISO 110の生産を順次開始し、また練馬区桜台にある日正写真商会が、エーパワーが輸入した中国製の110 FUKKATSU ISO 100 Black & White Printe Filmと110 FUKKATSU ISO 400 Color Printe Filmの取扱いを同年7月18日から始めた。再び110フィルムの入手が可能となったが、2014年5月2日に日正写真商会が閉店し、輸入元のエーパワーでも既に完売している。一方ロモグラフィーのラインナップは2019年12月現在全て国内在庫がある。
また、ラボ(現像所)の問題もある。国内では110フィルムの衰退と共に、ラボが現像焼付を行わなくなっていき、ポケットカメラは次第に気軽に扱えなくなっていった。そんな中、ロモグラフィーは独自にロモラボにおいて110フィルムの現像焼付を行っていたが(2010年10月30日サービス開始。)、2014年12月28日を以て110フィルムの現像焼付を含む全てのサービスを終了している。現在ではカメラチェーン店では神奈川県のチャンプカメラが各店にて110カラーネガフィルムの現像からデータ化、プリントまで当日仕上がりで請け負っており、品川区の株式会社フラッシュが110カラーネガフィルムの現像のみ請け負っている他、ロモグラフィーが110フィルムの販売前にテスト撮影したフィルムの現像依頼を受けたラボが存在する。
なおアメリカの“Yankee”や旧ソビエトで製造された現像タンクの中には、リールの幅を調節する事で110フィルムを現像できる物がある。

## 写真機
110カメラ（ワンテンカメラ）は、110フィルム用の写真機である。
ほとんどの製品は機能が省略されており、平凡なレンズ（トリプレットが多い）と基本的な露出制御しかもたない。1990年代以降に発売されたトイカメラでは、単玉のレンズに焦点・絞り・シャッター速度とも固定であるのが一般的である。
これは110フォーマットにおいては標準レンズが21.4mmとなり、一般的なスナップ写真の場合においてISO100・シャッター速度1/125秒・レンズF値8.0に設定すれば被写界深度によりピント調整の必要が無く、ネガフイルムの性能が向上しラチチュードが広がり昼光下の場合は露出調節について撮影者が考える必要が無くなった。
1970年代には、高性能のマルチエレメントレンズや、電子制御露光システム、連動距離計を備えたものや、一眼レフカメラなど、洗練された高級な製品も提供されており、高画質の写真を生み出しうる性能を備えていた。これらの機種は、2010年代の現在もなお超小型写真愛好家に対する魅力を維持している。
複数機能を併せ持つ製品も多く、ラジオ・双眼鏡・顕微鏡・モデルロケットなどとの複合製品が存在する。

## フィルムのタイプ
110フィルムは一般にカラーネガの製品がほとんどであるが、コダックはコダクローム・エクタクロームなどのカラーリバーサルフィルムやモノクロフィルムを1982年（昭和57年）まで製造していた 。また、富士フイルムも医療機器用として、リバーサルフィルムを特定の流通ルートで供給していた。
110のリバーサルフィルム用のスライドマウントは当初、35mm判などとは異なる小型のサイズであり、専用のスライド映写機が発売されていた。また、通常の映写機に小型マウントをかけるためのアダプターも存在した。このアダプターは完全に満足のいくものとは言えなかった。110スライドフィルム専用のプロジェクターでは、明るさの増したランプを使用することで改善された。後期には、35mm判と同じサイズのマウントが使用されている。

## ギャラリー

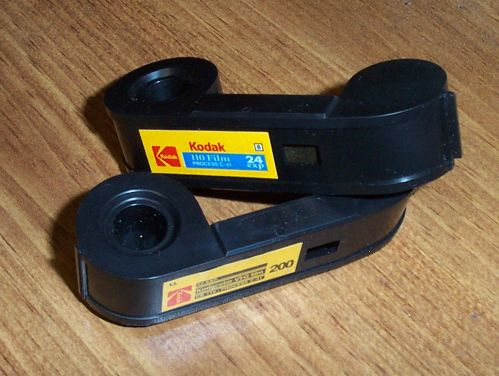
コダック、24枚撮り。
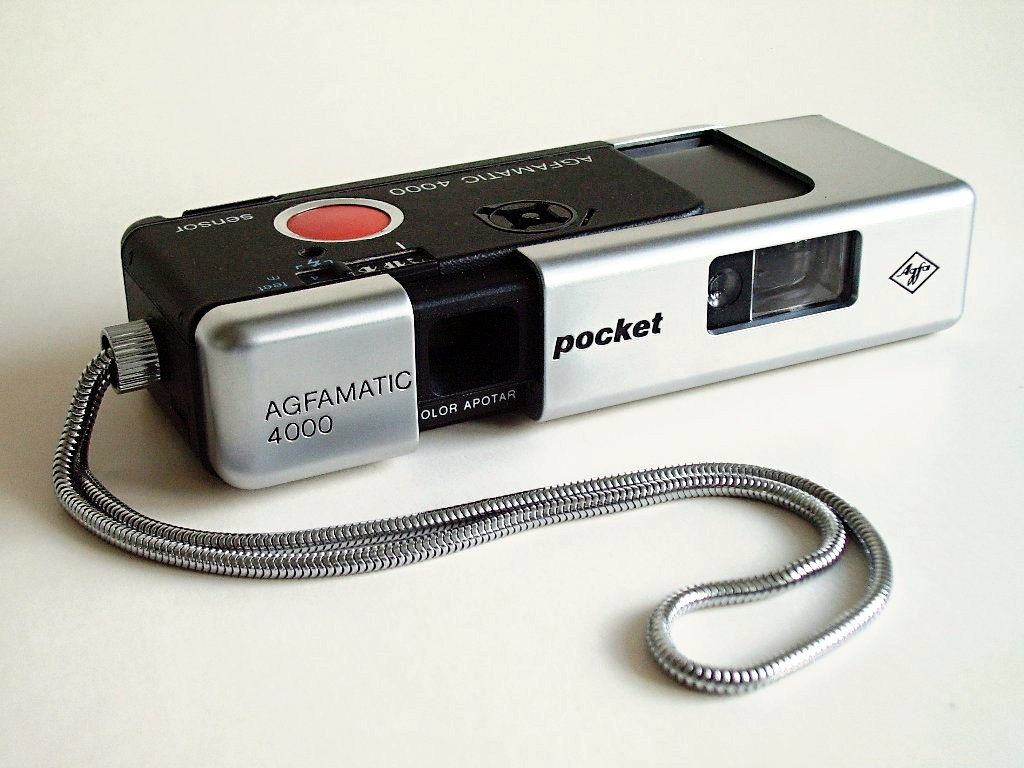
アグファマチック4000。
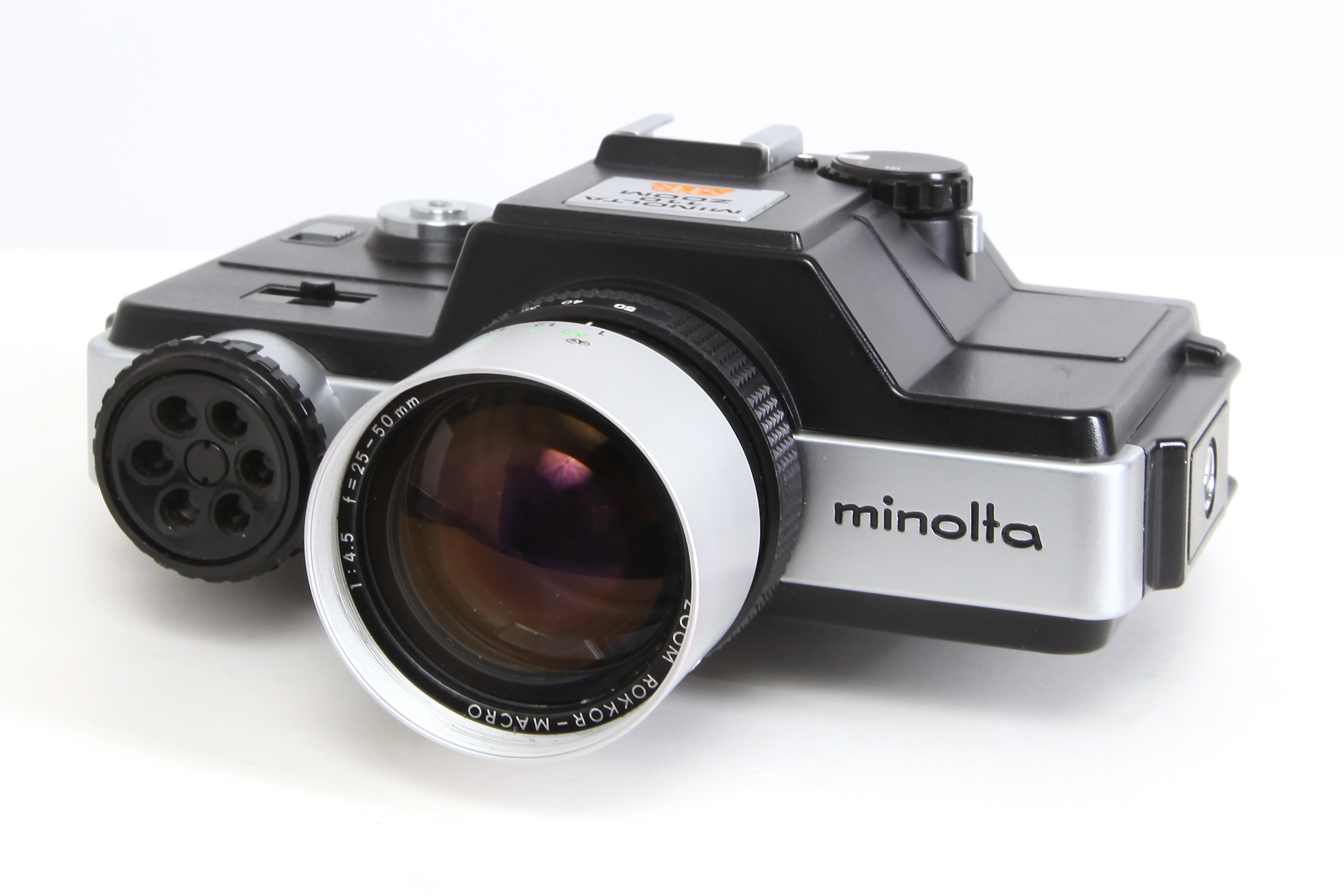
ミノルタ110ズームSLR。 ズームレンズ搭載一眼レフの高級タイプ。
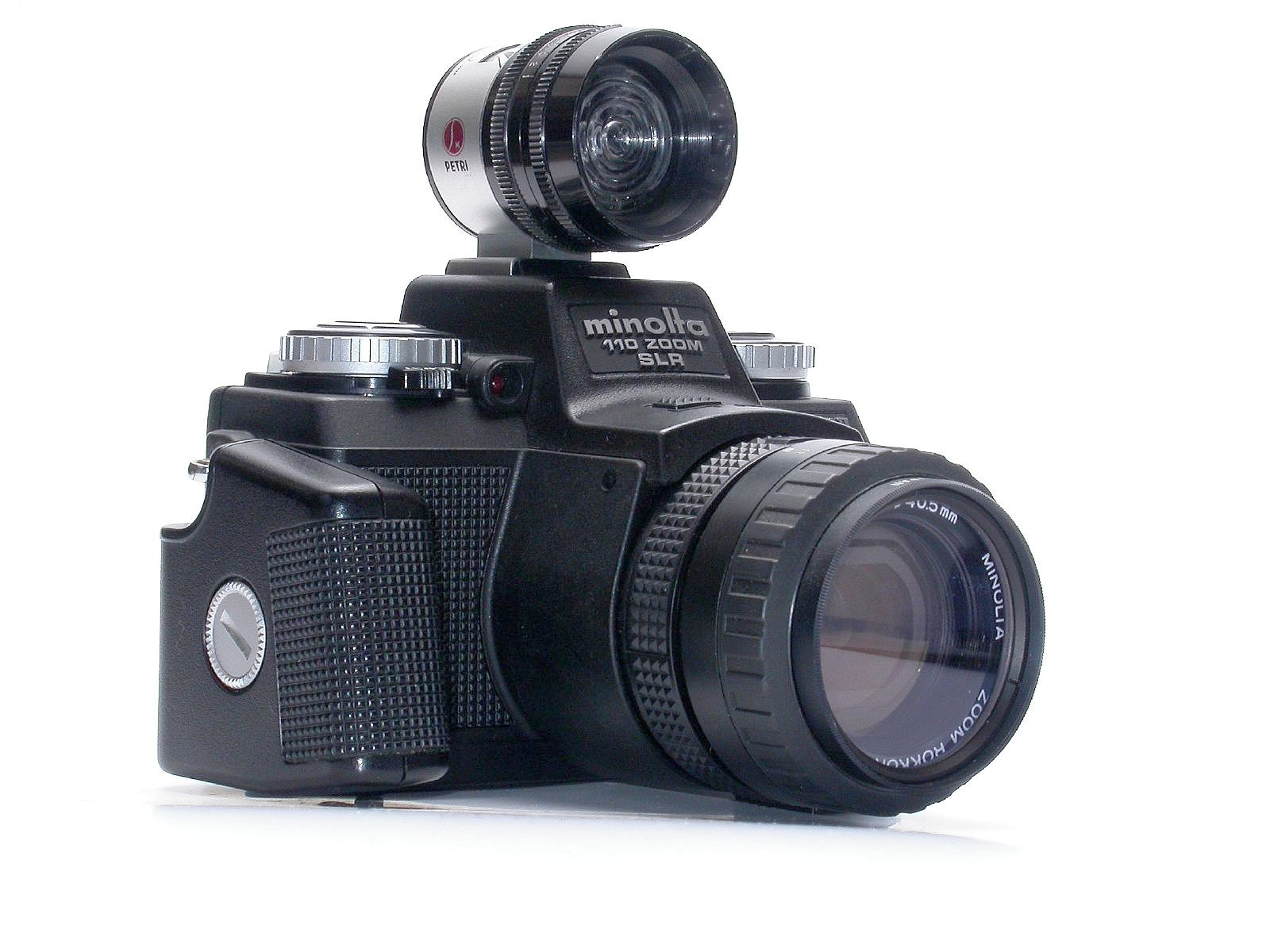
ミノルタ110ズームSLRマークII （アクセサリーシューに装着されているのはペトリ製の露出計）
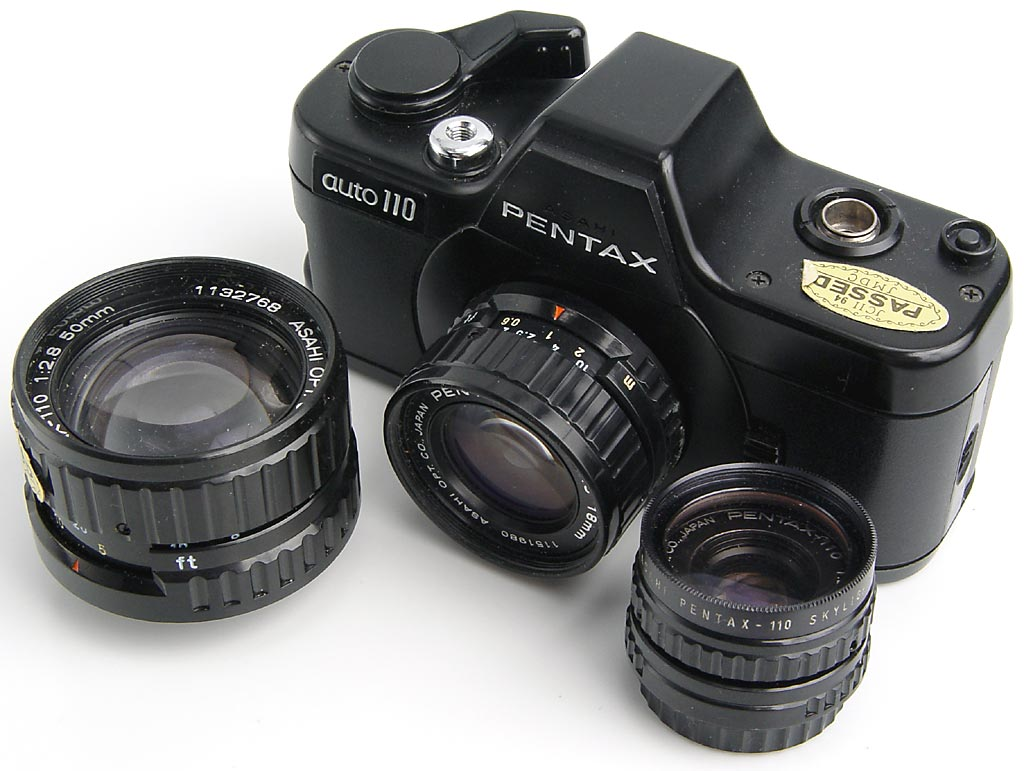
ペンタックスオート110。 レンズ交換可能な一眼レフカメラ。